# Rod La Rocque
Rod La Rocque (Chicago, 29 de novembre de 1989 – Beverly Hills, 15 d'octubre de 1969) va ser un actor de cinema nord-americà a partir de les dècades del 1920 i 30.

## Biografia
Va néixer a Chicago e 1898 fruit del matrimoni entre Edmund La Rocque i Ann La Rocque (Rice de soltera). El seu pare era d'ascendència francòfona del Canadà i la seva mare d'acendència irlandesa. El seu nom real era Roderick Ross La Rocque. De petit havia actuat com a actor en obres de teatre amateur però als 14 anys la seva família va patir diversos revessos financers que va fer que busques feina com a actor teatral.

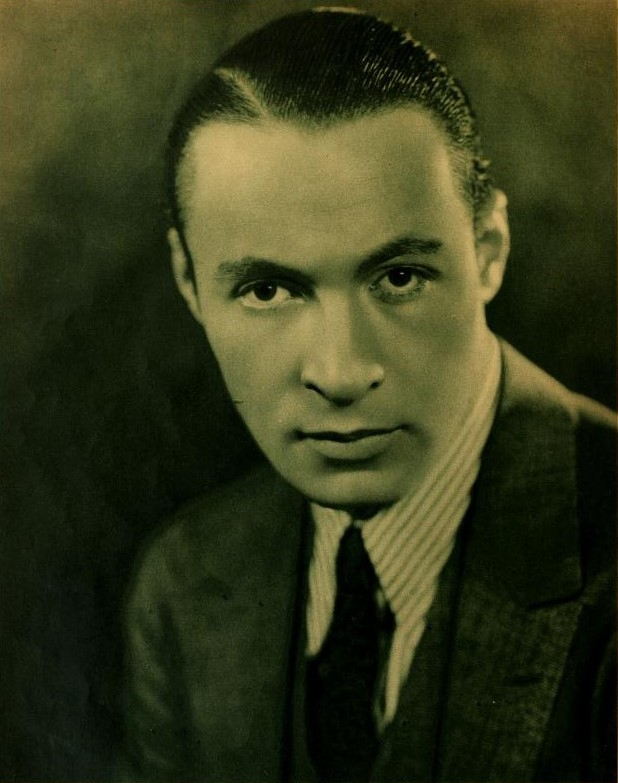
Retrat del 1924

Va començar treballant amb els Garrick Players de Chicago. Més tard va passar per altres companyies de teatre i vodevil fins que va fer el seu debut cinematogràfic amb la Essanay de Chicago fent primer papers menors i després papers juvenils més importants. Quan la companyia va tancar va treballar de nou en el teatre fins a ser descobert per Samuel Goldwyn, que el va contractar per al seu estudi a Hollywood. Les seves primeres pel·lícules allà van ser com a partenaire de Mabel Normand a “The Venus Model” i de Mae Marsh a “Money Mad”. Poc després d'arribar a California, en un sopar a casa del productor, La Rocque va conèixer l'actriu hongaresa Vilma Banky de qui es va enamorar. Es van acabar casant l'any 1927. En deixar la Goldwyn es va convertir en un actor free-lance. En les següents dues dècades va actuar en diverses pel·lícules fent amb facilitat la transició al cinema sonor. Els darrers anys 30 ja va rodar poques pel·lícules, el diner que havia guanyat com a actor l'havia invertit per tal de fer només aquelles pel·lícules que li interessessin com per exemple ""El geperut de Nôtre-Dame" (1939) o "L'home de carrer" (1941) que seria la seva darrera pel·lícula. El 1941 es va retirar del cinema per dedicar-se a treballar d'agent immobiliari. El 1969 moria a la seva casa de Beverly Hills als 70 anys.

## Filmografia
- The Showman (1914)
- The Alster Case (1915)
- The Little Shepherd of Bargain Row (1916)
- The Prince of Graustark (1916)
- Efficiency Edgar's Courtship (1917)
- The Dream Doll (1917)
- Sadie Goes to Heaven (1917)
- Uneasy Money (1918)
- Ruggles of Red Gap (1918)
- Let's Get a Divorce (1918)
- The Venus Model (1918)
- Money Mad (1918)
- Hidden Fires (1918)
- A Perfect 36 (1918)
- A Perfect Lady (1918)
- Love and the Woman (1919)
- The Trap (1919)
- Miss Crusoe (1919)
- Easy to Get (1920)
- The Stolen Kiss (1920)
- The Garter Girl (1920)
- The Common Sin (1920)
- Life (1920)
- The Discarded Woman (1920)
- Paying the Piper (1921)
- Suspicious Wives (1921)
- Slim Shoulders (1922)
- What's Wrong with the Women? (1922)
- A Woman's Woman (1922) -
- Notoriety (1922)
- The Challenge (1922)
- Jazzmania (1923)
- The French Doll (1923)
- The Ten Commandments (1923)
- Don't Call It Love (1924)
- Phantom Justice (1924)
- A Society Scandal (1924)
- Triumph (1924)
- Code of the Sea (1924)
- Feet of Clay (1924)
- Forbidden Paradise (1924)
- The Golden Bed (1925)
- Night Life of New York (1925)
- Wild, Wild Susan (1925)
- The Coming of Amos (1925)
- Braveheart (1925)
- Red Dice (1926)
- Bachelor Brides (1926)
- Gigolo (1926)
- Cruise of the Jasper B (1926)
- Resurrection (1927)
- The Fighting Eagle (1927)
- Stand and Deliver (1928)
- Hold 'Em Yale (1928)
- Captain Swagger (1928)
- Show People (1928)
- Love Over Night (1928)
- The One Woman Idea (1929)
- The Man and the Moment (1929)
- Our Modern Maidens (1929)
- The Delightful Rogue (1929)
- The Locked Door (1929)
- Beau Bandit (1930)
- One Romantic Night (1930)
- Let Us Be Gay (1930)
- SOS Iceberg (1933)
- Mystery Woman (1935)
- Hi, Gaucho! (1935)
- Frisco Waterfront (1935)
- Taming the Wild (1936)
- The Preview Murder Mystery (1936)
- Till We Meet Again (1936)
- The Drag-Net (1936)
- Clothes and the Woman (1937)
- The Shadow Strikes (1937)
- International Crime (1938)
- El geperut de Notre-Dame (1939)
- Beyond Tomorrow (1940)
- Dr. Christian Meets the Women (1940)
- Dark Streets of Cairo (1941)
- L'home del carrer (1941)